# Liste der Kreisstraßen im Landkreis Dillingen an der Donau
Die Liste der Kreisstraßen im Landkreis Dillingen an der Donau ist eine Auflistung der Kreisstraßen im bayerischen Landkreis Dillingen an der Donau mit deren Verlauf. 

## Abkürzungen
- A: Kreisstraße im Landkreis Augsburg
- DLG: Kreisstraße im Landkreis Dillingen an der Donau
- DON: Kreisstraße im Landkreis Donau-Ries
- GZ: Kreisstraße im Landkreis Günzburg
- K: Kreisstraße in Baden-Württemberg
- St: Staatsstraße in Bayern

## Liste
Nicht vorhandene bzw. nicht nachgewiesene Kreisstraßen werden in Kursivdruck gekennzeichnet, ebenso Straßen und Straßenabschnitte, die unabhängig vom Grund (Herabstufung zu einer Gemeindestraße oder Höherstufung) keine Kreisstraßen mehr sind.
Der Straßenverlauf wird in der Regel von Nord nach Süd und von West nach Ost angegeben.
| Nr. DLG | Verlauf | Verlauf |
| ------- | --- | --- |
| DLG 1   | DLG 27 in Syrgenstein – Landshausen – St 1082 in Bachhagel | DLG 27 in Syrgenstein – Landshausen – St 1082 in Bachhagel |
| DLG 2   | St 2028 – Zusamaltheim – St 2027 – Marzelstetten – St 2036 in Bocksberg | St 2028 – Zusamaltheim – St 2027 – Marzelstetten – St 2036 in Bocksberg |
| DLG 3   | St 2027 in Frauenstetten – Hinterried – Wortelstetten – Landkreisgrenze – (A 23 im Landkreis Augsburg)                                                                         | St 2027 in Frauenstetten – Hinterried – Wortelstetten – Landkreisgrenze – (A 23 im Landkreis Augsburg)                                                                         |
| DLG 4   | (K 3000 im Landkreis Heidenheim, Baden-Württemberg) – Landesgrenze – Mödingen – DLG 9 – Kloster Mödingen – DLG 18 – Zöschlingsweiler – St 2032 – / St 2025 in Lauingen (Donau) | (K 3000 im Landkreis Heidenheim, Baden-Württemberg) – Landesgrenze – Mödingen – DLG 9 – Kloster Mödingen – DLG 18 – Zöschlingsweiler – St 2032 – / St 2025 in Lauingen (Donau) |
| DLG 5   | St 2212 in Warnhofen – St 2221 in Bissingen | St 2212 in Warnhofen – St 2221 in Bissingen |
| DLG 6   | (K 3003 im Landkreis Heidenheim, Baden-Württemberg) – Landesgrenze – Zöschingen – St 1082                                                                                      | (K 3003 im Landkreis Heidenheim, Baden-Württemberg) – Landesgrenze – Zöschingen – St 1082                                                                                      |
| DLG 7   | St 2032 in Wittislingen – DLG 35 – DLG 28 – Frauenriedhausen – Haunsheim – St 2025 – Gundelfingen an der Donau – Echenbrunn – / DLG 28 in Faimingen                            | St 2032 in Wittislingen – DLG 35 – DLG 28 – Frauenriedhausen – Haunsheim – St 2025 – Gundelfingen an der Donau – Echenbrunn – / DLG 28 in Faimingen                            |
| DLG 8   | St 2028 in Breitwiesmühle – Glött – DLG 24 – Feldbachmühle – Heudorf – Landkreisgrenze – (GZ 11 im Landkreis Günzburg)                                                         | St 2028 in Breitwiesmühle – Glött – DLG 24 – Feldbachmühle – Heudorf – Landkreisgrenze – (GZ 11 im Landkreis Günzburg)                                                         |
| DLG 9   | Reistingen – DLG 14 – St 2033 – Ziertheim – DLG 4 in Mödingen | Reistingen – DLG 14 – St 2033 – Ziertheim – DLG 4 in Mödingen |
| DLG 10  | St 2036 in Laugna – DLG 33 – Asbach – Osterbuch – Landkreisgrenze – (A 27 im Landkreis Augsburg)                                                                               | St 2036 in Laugna – DLG 33 – Asbach – Osterbuch – Landkreisgrenze – (A 27 im Landkreis Augsburg)                                                                               |
| DLG 11  | St 2025 – Nenningshof – St 2028 in Aislingen | St 2025 – Nenningshof – St 2028 in Aislingen |
| DLG 12  | (K 3023 im Landkreis Heidenheim, Baden-Württemberg) – Landesgrenze – Bächingen an der Brenz – DLG 17 – in Gundelfingen an der Donau                                            | (K 3023 im Landkreis Heidenheim, Baden-Württemberg) – Landesgrenze – Bächingen an der Brenz – DLG 17 – in Gundelfingen an der Donau                                            |
| DLG 14  | DLG 9 – Landesgrenze – (K 3001 im Landkreis Heidenheim, Baden-Württemberg) | DLG 9 – Landesgrenze – (K 3001 im Landkreis Heidenheim, Baden-Württemberg) |
| DLG 15  | Unterfinningen – Oberfinningen – DLG 18 – Brunnenmühle – Mörslingen – DLG 37 – DLG 22 – Deisenhofen – St 1171 – in Höchstädt an der Donau                                      | Unterfinningen – Oberfinningen – DLG 18 – Brunnenmühle – Mörslingen – DLG 37 – DLG 22 – Deisenhofen – St 1171 – in Höchstädt an der Donau                                      |
| DLG 16  | (DON 8 im Landkreis Donau-Ries) – Landkreisgrenze – Unterringingen – St 2212 in Diemantstein                                                                                   | (DON 8 im Landkreis Donau-Ries) – Landkreisgrenze – Unterringingen – St 2212 in Diemantstein                                                                                   |
| DLG 17  | DLG 12 in Gundelfingen an der Donau – Peterswörth – Wehauhof – Schönauhof – Landkreisgrenze – (GZ 28 im Landkreis Günzburg)                                                    | DLG 12 in Gundelfingen an der Donau – Peterswörth – Wehauhof – Schönauhof – Landkreisgrenze – (GZ 28 im Landkreis Günzburg)                                                    |
| DLG 18  | DLG 4 in Kloster Mödingen – Bergheim – DLG 38 – DLG 37 – DLG 15 in Oberfinningen                                                                                               | DLG 4 in Kloster Mödingen – Bergheim – DLG 38 – DLG 37 – DLG 15 in Oberfinningen                                                                                               |
| DLG 19  | St 2027 in Reatshofen – St 2382 in Hohenreichen | St 2027 in Reatshofen – St 2382 in Hohenreichen |
| DLG 20  | DLG 21 in Unterthürheim – St 2027 in Buttenwiesen | DLG 21 in Unterthürheim – St 2027 in Buttenwiesen |
| DLG 21  | Oberthürheim – Unterthürheim – DLG 39 – DLG 20 – Pfaffenhofen an der Zusam – DLG 23 – St 2027 in Buttenwiesen                                                                  | Oberthürheim – Unterthürheim – DLG 39 – DLG 20 – Pfaffenhofen an der Zusam – DLG 23 – St 2027 in Buttenwiesen                                                                  |
| DLG 22  | DLG 27 in Mörslingen – St 2032 in Donaualtheim | DLG 27 in Mörslingen – St 2032 in Donaualtheim |
| DLG 23  | in Höchstädt an der Donau – Sonderheim – Blindheim – DLG 32 – Gremheim – DLG 40 – DLG 21 in Pfaffenhofen an der Zusam                                                          | – St 2027 in Buttenwiesen |
| DLG 23  | in Höchstädt an der Donau – Sonderheim – Blindheim – DLG 32 – Gremheim – DLG 40 – DLG 21 in Pfaffenhofen an der Zusam                                                          | – DLG 21 in Pfaffenhofen an der Zusam |
| DLG 24  | St 2025 in Lauingen – Weisingen – St 2028 – Altenbaindt – DLG 8 in Glött | St 2025 in Lauingen – Weisingen – St 2028 – Altenbaindt – DLG 8 in Glött |
| DLG 25  | St 2212 in Lutzingen – Deisenhofen – DLG 15 – DLG 42 in Steinheim an der Donau                                                                                                 | St 2212 in Lutzingen – Deisenhofen – DLG 15 – DLG 42 in Steinheim an der Donau                                                                                                 |
| DLG 26  | (DON 16 im Landkreis Donau-Ries) – Landkreisgrenze – Stillnau – Bissingen – St 2221 – Stegmühle – Kallertshofen – Gaishardt – Oberliezheim – DLG 32 – St 2212 in Unterliezheim | (DON 16 im Landkreis Donau-Ries) – Landkreisgrenze – Stillnau – Bissingen – St 2221 – Stegmühle – Kallertshofen – Gaishardt – Oberliezheim – DLG 32 – St 2212 in Unterliezheim |
| DLG 28  | DLG 7 / in Faimingen – Lauingen (Donau) – St 2025 – DLG 7 in Frauenriedhausen                                                                                                  | DLG 7 / in Faimingen – Lauingen (Donau) – St 2025 – DLG 7 in Frauenriedhausen                                                                                                  |
| DLG 29  | St 1082 in Bachhagel – St 2025 – Landesgrenze – (K 3030 im Landkreis Heidenheim, Baden-Württemberg) – Landesgrenze – in Obermedlingen                                          | St 1082 in Bachhagel – St 2025 – Landesgrenze – (K 3030 im Landkreis Heidenheim, Baden-Württemberg) – Landesgrenze – in Obermedlingen                                          |
| DLG 30  | St 2030 in Fristingen – St 2028 – Riedsend – Wengen – St 2027 in Villenbach | St 2030 in Fristingen – St 2028 – Riedsend – Wengen – St 2027 in Villenbach |
| DLG 32  | DLG 26 in Oberliezheim – Schwennenbach – DLG 36 – Unterglauheim – DLG 23 in Blindheim                                                                                          | DLG 26 in Oberliezheim – Schwennenbach – DLG 36 – Unterglauheim – DLG 23 in Blindheim                                                                                          |
| DLG 33  | St 2033 in Rieblingen – DLG 10 in Asbach | St 2033 in Rieblingen – DLG 10 in Asbach |
| DLG 34  | (K 3036 im Landkreis Heidenheim, Baden-Württemberg) – Landesgrenze – Bächingen an der Brenz – Schwäbisches Donaumoos – in Emmausheim                                           | (K 3036 im Landkreis Heidenheim, Baden-Württemberg) – Landesgrenze – Bächingen an der Brenz – Schwäbisches Donaumoos – in Emmausheim                                           |
| DLG 35  | St 1082 in Bachhagel – Burghagel – Oberbechingen – St 2025 – DLG 7 in Wittislingen                                                                                             | St 1082 in Bachhagel – Burghagel – Oberbechingen – St 2025 – DLG 7 in Wittislingen                                                                                             |
| DLG 36  | DLG 32 in Schwennenbach – Oberglauheim – St 1171 in Höchstädt an der Donau | DLG 32 in Schwennenbach – Oberglauheim – St 1171 in Höchstädt an der Donau |
| DLG 37  | DLG 18 in Bergheim – DLG 15 in Mörslingen | DLG 18 in Bergheim – DLG 15 in Mörslingen |
| DLG 38  | DLG 18 in Bergheim – St 2032 in Schabringen | DLG 18 in Bergheim – St 2032 in Schabringen |
| DLG 39  | St 2027 in Buttenwiesen – DLG 23 – Pfaffenhofen a. d. Zusam – Unterthürheim – DLG 20 – Oberthürheim – Wertingen – St 2027 – St 2033 in Gottmannshofen                          | St 2027 in Buttenwiesen – DLG 23 – Pfaffenhofen a. d. Zusam – Unterthürheim – DLG 20 – Oberthürheim – Wertingen – St 2027 – St 2033 in Gottmannshofen                          |
| DLG 40  | in Schwenningen – DLG 23 in Gremheim | in Schwenningen – DLG 23 in Gremheim |
| DLG 41  | St 1171 in Höchstädt an der Donau – in Höchstädt an der Donau | |
| DLG 42  | St 2025 in Lauingen (Donau) – Dillingen an der Donau – St 2032 – Schretzheim – DLG 25 – in Steinheim                                                                           | |

### Ehemalige Kreisstraßen
| Nr. DLG | Verlauf | Verlauf |
| ------- | --- | --- |
| DLG 27  | (K 3006 im Landkreis Heidenheim, Baden-Württemberg) – Landesgrenze – Syrgenstein – DLG 1 – Landshausen-West – Landesgrenze – (K 3029 im Landkreis Heidenheim, Baden-Württemberg) | (K 3006 im Landkreis Heidenheim, Baden-Württemberg) – Landesgrenze – Syrgenstein – DLG 1 – Landshausen-West – Landesgrenze – (K 3029 im Landkreis Heidenheim, Baden-Württemberg) |
| DLG 31  | St 2033 – Hausen – Dillingen an der Donau – /St 2033 – St 2033 in Dillingen an der Donau-Süd                                                                                     | St 2033 – Hausen – Dillingen an der Donau – /St 2033 – St 2033 in Dillingen an der Donau-Süd                                                                                     |